# Crimes et Délits (film)
Ne pas confondre avec la pièce Crimes et Délits (1899) d'August Strindberg.
Pour plus de détails, voir Fiche technique et Distribution.
Crimes et Délits (Crimes and Misdemeanors) est un film américain de Woody Allen, sorti en 1989. 

## Synopsis
À Manhattan, Cliff Stern (Woody Allen), documentariste pointu, sans succès ni revenu, essaye d'oublier la déliquescence de son mariage en passant ses journées au cinéma avec sa jeune nièce Jenny (Jenny Nichols) que sa sœur Barbara (Caroline Aaron) élève seule. Il souffre de la comparaison avec ses deux beaux-frères : Ben, un rabbin respecté de tous (Sam Waterston), et surtout Lester, producteur de sitcom à succès, riche, charismatique et séducteur (Alan Alda).
Parallèlement, Judah Rosenthal (Martin Landau), un ophtalmologue réputé, notable sexagénaire et bienfaiteur à ses heures, est dans une situation ennuyeuse. Dolores (Anjelica Huston), une hôtesse de l'air d’une quarantaine d’années qui est sa maîtresse depuis maintenant deux ans, ne supporte plus sa solitude adultérine et s'est mis en tête de tout révéler à Myriam, l’épouse de Judah (Claire Bloom). Ne parvenant plus à la contrôler, interceptant courriers et appels téléphoniques à son domicile, il se confie à Ben, son patient, qui lui conseille de tout avouer au risque de voir sa respectabilité écornée et son foyer brisé.
Deux événements vont alors bouleverser les vies de Cliff et Judah : Cliff, à son grand désespoir, se voit pistonné pour réaliser un documentaire sur son beau-frère Lester au cours duquel il rencontre la charmante Halley (Mia Farrow), productrice associée de cette série d'émissions. Alors qu'il se rapproche d'Halley à qui il propose son documentaire en cours sur l'obscur philosophe rescapé de la Shoah Louis Levy, il réalise qu'elle subit déjà une cour assidue de la part de Lester.
Quant à Judah, alors que Dolores le menace à présent de révéler ses malversations financières opérées sous couvert d’œuvres charitables, il s'en remet en désespoir de cause à son frère Jack (Jerry Orbach) qui a lui aussi fait son chemin, mais dans la pègre new-yorkaise...

## Fiche technique
- Titre  : Crimes et Délits
- Titre original : Crimes and Misdemeanors
- Réalisation : Woody Allen
- Scénario : Woody Allen, partiellement inspiré du roman Crime et Châtiment, de Fiodor Dostoïevski
- Photographie : Sven Nykvist
- Montage : Susan E. Morse
- Production : Robert Greenhut
- Société de production : Jack Rollins & Charles H. Joffe Productions
- Société de distribution : Orion Pictures (États-Unis)
- Pays de production : États-Unis
- Genre : Comédie dramatique
- Durée : 104 minutes
- Ratio : 1.85:1
- Dates de sortie : 
  - États-Unis : 13 octobre 1989
  - France : 21 février 1990

## Distribution
- Martin Landau (VF : François Chaumette) : Judah Rosenthal
- Woody Allen (VF : Bernard Murat) : Cliff Stern
- Mia Farrow (VF : Élisabeth Wiener) : Halley Reed
- Anjelica Huston (VF : Anne Deleuze) : Dolores Paley
- Claire Bloom (VF : Danielle Volle) : Miriam Rosenthal
- Jerry Orbach (VF : Jacques Deschamps) : Jack Rosenthal
- Stephanie Roth (VF : Martine Irzenski) : Sharon Rosenthal
- Alan Alda (VF : Michel Le Royer) : Lester
- Caroline Aaron (VF : Sylvie Feit) : Barbara
- Jenny Nichols : Jenny
- Sam Waterston (VF : Edgar Givry) : Ben
- Martin S. Bergmann (VF : Teddy Bilis) : le professeur Louis Levy
- Joanna Gleason : Wendy Stern
- Gregg Edelman (VF : Pierre-François Pistorio) : Chris
- Zina Jasper : Carol
- Bill Bernstein : le lecteur testamentaire
- Dolores Sutton : la secrétaire de Rosenthal
- David S. Howard : Sol Rosenthal
- Anna Berger : tante May
- Frances Conroy : la propriétaire de la maison d'enfance de Judah
- Garrett Simowitz : Judah jeune
- George C. Manos : le photographe
- Darryl Hannah (VF : Michèle Buzynski) : une conquête de Lester
- Robin Bartlett : une invitée au mariage
- Fred Melamed : le doyen
- Hy Anzell : un invité au séder

## Distinctions

### Nominations
- Oscars 1990 :
  - Oscar du meilleur réalisateur pour Woody Allen
  - Oscar du meilleur scénario original pour Woody Allen
  - Oscar du meilleur acteur dans un second rôle pour Martin Landau

## Autour du film
- Le clin d’œil à Crime et Châtiment est évident mais si la culpabilité dévorante de Judah est bel et bien illustrée, Woody Allen s'éloigne du classique de Dostoïevski par la fin de son film, laquelle est similaire à celle de Match Point qu'il tournera plus tard, et à l'exact opposé de la conclusion morale d'Une place au soleil de George Stevens[Interprétation personnelle ?].
- La scène de repas familial issue du passé lorsque Judah revisite la maison de son enfance est un nouvel hommage à Ingmar Bergman (cf. Intérieurs[1]). En effet, un tel procédé avait été utilisé par Bergman dans Les Fraises sauvages.
- Spike Jonze a déclaré s'être inspiré du travail de Woody Allen pour son film Her — en particulier Crimes et Délits, dont il trouve le script « incroyablement bien écrit »[2].
- Cliff Stern et sa nièce vont voir au cinéma Mr and Mrs Smith (1941 - Alfred Hitchcock) (métrage : 7'38) et Le Dernier Gangster (1937 - Edward Ludwig) (métrage 1h26'41).